# Раваница (манастир)
Раваница е православен манастир на Сръбската православна църква. Разположен е в едноименната местност на река Раваница . Намира са на 11 km югозападно от Чуприя. Основан през 1375 г. от Лазар Хребелянович.

## История
Построена между 1375 и 1377 г., Раваница е известната Княз Лазар дарение, където е погребан след смъртта му в Косовска битка. Оттогава Раваница е дестинация за поклонници и важен център на културни дейности и Сръбски народасамблеи.
Манастирът е нападнат и повреден от Османски турци няколко пъти, през 1386, 1398 и 1436. В голямата война след втора обсада на Виена редица монаси бяха убити. Останалите монаси, бягайки от турската офанзива през 1690 г., взели мощите на княз Лазар. редица монаси бяха убити, а останалите взеха мощите на канонизирания княз Лазар и се оттеглиха пред офанзивата на османците през 1690.
Едва през 1717 г. единственият оцелял сред монасите, учител Стефан, се върна в Раваница и намерете манастира ограбен и пуст. С помощта на местните жители той възстановява манастира и построява нов притвор. Манастирът е претърпял многократни нападения по време на Сръбска революция.
В началото на 19 век. Новата реставрация се проведе в средата на 19 век. По време на Втората световна война германците още веднъж нарушават и повреждат манастира и задържат, измъчват и убиват неговия архимандрит Макарие на 24 февруари 1943 г.

## Архитектура
Манастирската църква е посветена на Възнесение Господне и е бил укрепен със здрава отбранителна стена със седем кули, от които е запазена само част. Църквата Раваница е първият паметник на Морава училище от Сръбско средновековно изкуство.
Неговият основен план има формата на увеличен трилист с деветстранен купол в средата и по-малки осмоъгълни куполи над ъгловите заливи. Има 62 светлини за прозорци. Църквата е построена в алтернативни ходове от едноредови камъни и триредови тухли. Ценна керамична декорация използва геометрични шарки, флорални мотиви, зооморфен и антропоморфни форми.

## Изкуство
Ти стенописи не са извършвани по едно и също време и от едни и същи художници. Те са датирани между 1385 и 1387 г. Стенописите със среден регистър, които са с най-висока художествена стойност, са рисувани от двама художници, единият от които известен като Константин, оставил подписа си върху стенопис на войн светец.
Забележителните композиции включват Причастие на апостолите и Поклонение на Агнето в олтарната апсида, както и фестивален цикъл в горните регистри на църквата. The Ktitor По-късно композицията е пребоядисана и е добавена стенопис на смъртта на Лазар. Той също така изобразява Принцеса Милица Хребелянович и синовете им Вук и Стефан.